# Tábor (Ještědsko-kozákovský hřbet)
Tábor (683 m n. m.) je vrch nacházející se 3 km jižně od Lomnice nad Popelkou na území města Lomnice nad Popelkou (katastrální území Chlum pod Táborem) v okrese Semily. Původně byl tento vrch nazýván Chlum, dnešní pojmenování vzniklo podle zdejších táborů lidu v husitské době. Tábor je vyhledávaným poutním místem. Na vrcholu se nalézá barokní kostel Proměnění Páně vystavěný v roce 1704 s Křížovou cestou a Tichánkova rozhledna.

## Popis vrchu

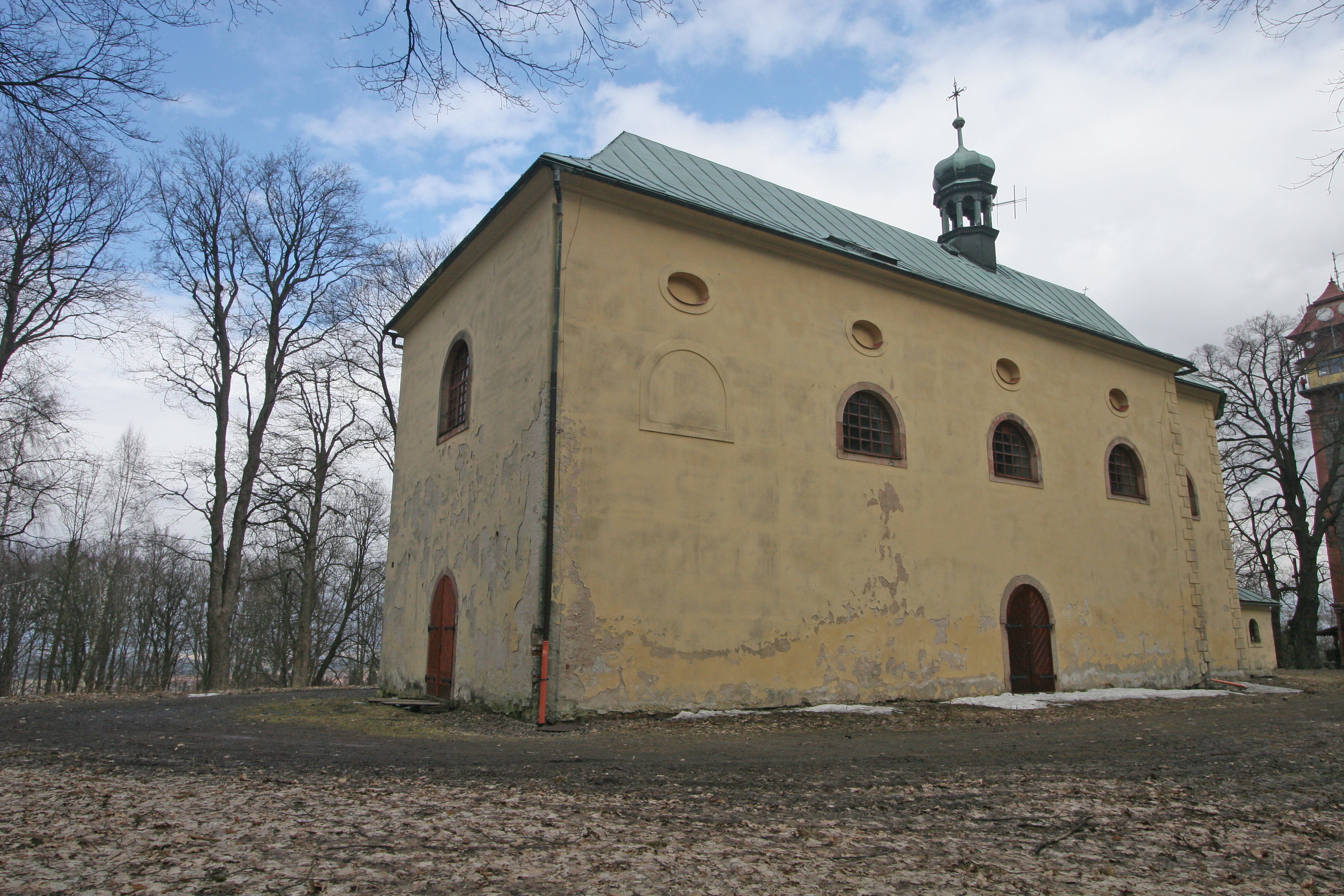
Kostel Proměnění Páně na vrchu Tábor

Je to nesouměrný krátký strukturní hřbet směru východ–západ, budovaný ve vrcholové části permskými bazaltandezity (melafyry), na svazích karbonskými a permskými slepenci, arkózami, pískovci a jílovci. Směrem k severu se sklánějí mírnější svahy (7–15°), kryté rozptýlenou balvanovou sutí. Při úpatí příkřejších (až 35°) a vyšších jižních svahů jsou asymetrické strukturní bazaltandezitové hřbety. V sedle mezi Táborem a sousedním vrcholem Ředicí pramení řeka Cidlina. Vrch je převážně zalesněn smrkovými a dubovými porosty.

## Geomorfologické zařazení
Vrch náleží do celku Ještědsko-kozákovský hřbet, podcelku Kozákovský hřbet, okrsku Táborský hřbet, podokrsku Ploužnický hřbet a Chlumské části.

## Rozhledna

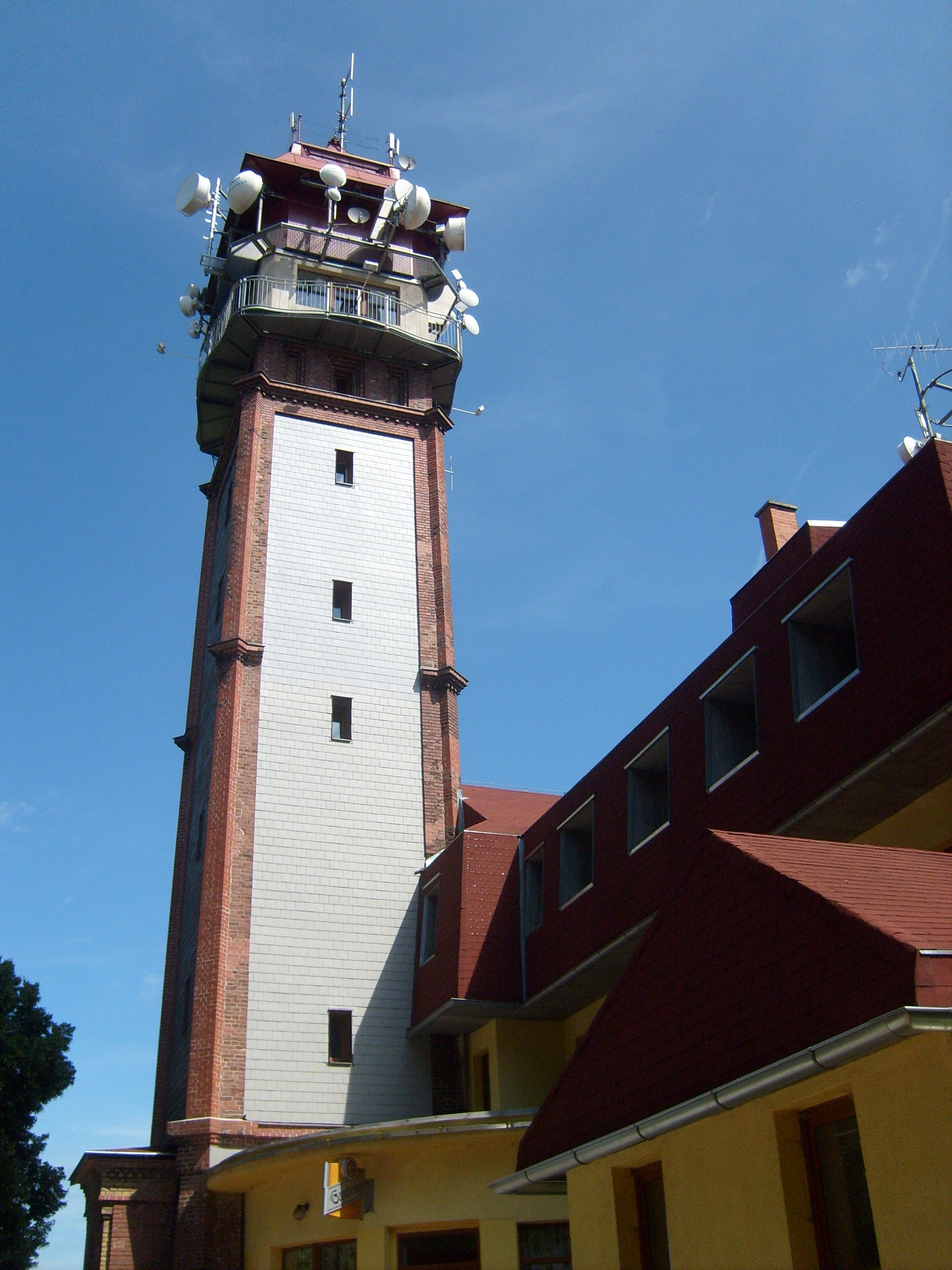
Tichánkova rozhledna na vrchu Tábor

Vrch Tábor se může se pochlubit dlouhou tradicí vyhlídkových staveb. První dřevěná rozhledna dosahující úctyhodné výšky 22 m byla postavena už v letech 1888–1897. V roce 1911 byla zpřístupněna elegantní cihlová rozhledna, vysoká 35 metrů. Je právem označována za jednu z nejkrásnějších v Čechách. Výstavbu rozhledny organizoval pan Josef Tichánek, děd české herečky Věry Tichánkové. V 90. letech 20. století se rozhledna stala soukromým majetkem a to se podepsalo na jejím stavu. Od té doby v podstatě chátrala. Od začátku 21. století, kdy se objevili noví majitelé, se začalo blýskat na lepší časy. Záměr majitelů o obnovení vyhlášeného poutního místa s rozhlednou vyústil v rozsáhlou rekonstrukci.

### Rekonstrukce
V roce 2006 proběhla rozsáhlá rekonstrukce vyhlídkové věže a přilehlého penzionu. Střecha rozhledny byla pomocí těžké techniky sejmuta dolů a kompletně opravena. Taktéž návštěvnický ochoz byl zcela vyměněn, protože původní betonový byl v dezolátním stavu a neumožňoval přístup veřejnosti. Nynější ochoz je z oceli. Z důvodu již dřívějšího osazení věže telekomunikační technikou, při rekonstrukci nad vyhlídkovým ochozem vznikl ještě jeden, technický ochoz. K němu náleží technologická místnost s přístupem na půdu a nejvrchnější ochoz, který je téměř na špici střechy. Rekonstrukce rozhledny byla provedena podle návrhu Ing. Sobotky a Ing. Vacka. Na věž vede dřevěné schodiště, které má 173 schodů.
U rozhledny, na místě bývalé turistické chaty, stojí rekonstruovaná restaurace, penzion a turistický bufet. Město Lomnice nad Popelkou zřídilo na vrchu Tábor sezónní informační středisko.

## Alainova věž

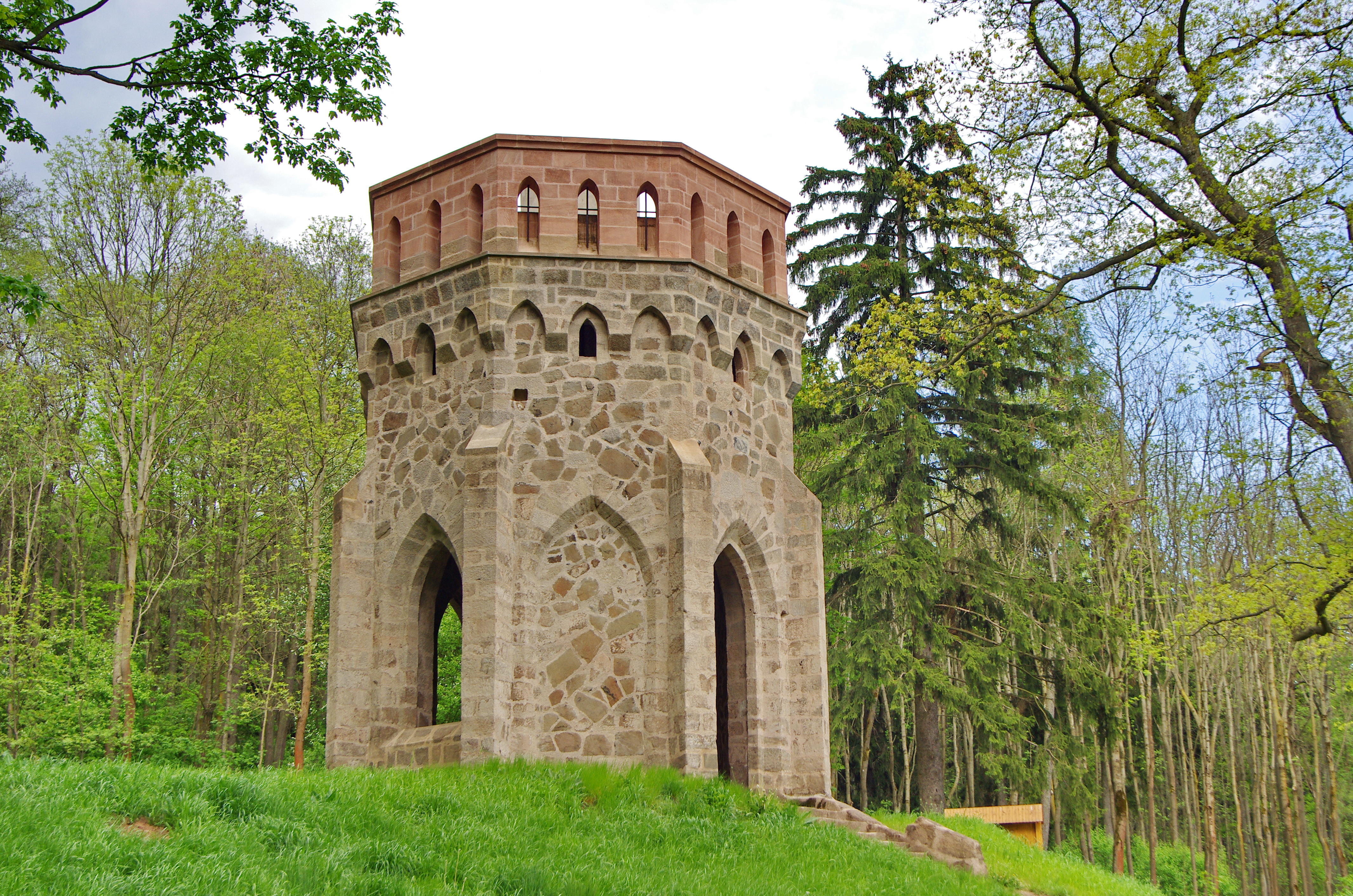
Allainova věž v roce 2016

Alainova věž se nachází 1 kilometr pod vrcholem Táboru. Věž byla vystavena v roce 1862 v novogotickém stylu. Jedná se o historickou střílnu, později používanou jako silo. V posledních letech prošla důkladnou rekonstrukcí. V roce 2015 byly přistavěny schody a věž se změnila na turistickou rozhlednu.

## Okolí
Rozhledna poskytuje nádherné výhledy. Je možné spatřit několik desítek rozhleden vrchů v okolí, např. Kozákov, Zebín, Trosky, Černou horu, Zvičinu, Ještěd, Bezděz a mnohé další. Po modré turistické značce je možné se od rozhledny vydat k Allainově věži, 13 metrů vysoké kamenné rozhledně. V současné době probíhá její rekonstrukce. Na západním svahu je přírodní památka Jezírko pod Táborem.

## Přístupnost
V současné době je rozhledna celoročně přístupná. Nejbližší autobusová zastávka je v Lomnici nad Popelkou (cca 2 km), na železniční trati č. 064 z Libuně do Staré Paky je nejblíže asi 1,3 km vzdálená zastávka Kyje u Jičína, z níž vede na vrchol Tábora červená turistická značka. Z Ploužnice, další zastávky na téže trati, vede na Tábor rovněž červeně značená cesta a zároveň i cyklotrasa č. 4142. Parkování je možné přímo u penzionu. V zimě se přístupové cesty udržují pouze pluhováním, nicméně jsou většinou sjízdné.